# Jelena Mozgovaja
Jelena Mozgovaja (Russisch: Елена Мозговая) (Penza, 28 maart 1970) is een voormalig basketbalspeelster die uitkwam voor het nationale basketbalteam van de Sovjet-Unie en Rusland. Ze werd Meester in de sport van Rusland, Internationale Klasse.

## Carrière
Mozgovaja begon haar carrière in 1984 bij Spartak Penza. In 1989 stapte ze over naar CSKA Moskou. Met die club werd ze Landskampioen van de Sovjet-Unie in 1989. Met CSKA verloor Konovalova de FIBA Women's European Champions Cup in 1990. Deze verloren ze van Trogylos Enimont Priolo uit Italië met 86-71. Mozgovaja won één keer de Ronchetti Cup. In 1989 won ze met CSKA van Deborah Milano uit Italië met 92-86. Na CSKA ging ze spelen voor MBK Ružomberok in Slowakije.
Met het nationale team van de Sovjet-Unie won Mozgovaja zilver op de Goodwill Games in 1990. Ook werd ze vijfde op het Wereldkampioenschap in 1990. Mozgovaja won goud in 1991 en brons in 1995 op het Europees Kampioenschap met Rusland.
Nadat ze gestopt was met basketbalspelen werd ze assistent-coach bij Spartak Moskou Oblast Vidnoje en MBK Ružomberok. Met Spartak won ze de EuroLeague Women in 2007.

## Erelijst
- Landskampioen Sovjet-Unie: 1
  - Winnaar: 1989
  - Tweede: 1990, 1991
- Landskampioen GOS:
  - Derde: 1992
- FIBA Women's European Champions Cup:
  - Runner-up: 1990
- Ronchetti Cup: 1
  - Winnaar: 1989
- Europees Kampioenschap: 1
  - Goud: 1991
  - Brons: 1995
- Goodwill Games:
  - Zilver: 1990